# كباب (للر وكتك)
كباب (بالفارسية: کبک محمدرضا) هي منطقة سكنية تقع في إيران في قسم للر وكتك الريفي. يقدر عدد سكانها بـ 57 نسمة بحسب إحصاء 2016.